# Jadwiga Golcz
Jadwiga Irena Golcz, née en 1866 à Gradów (à proximité de Piotrków Kujawski), décédée en 1936 à Varsovie, est une photographe polonaise. Elle a été membre fondateur de la Société photographique de Varsovie, et la créatrice de la première revue polonaise consacrée à la photographie.

## Biographie
Née en 1866 à Gradów, un village de la commune (ou gmina) de Piotrków Kujawski  dans le centre-nord de la Pologne, elle est issue d'une famille de propriétaires terriens. Elle suit des cours de graphisme et de peinture à l'atelier de Wojciech Gerson. Elle s'intéresse ensuite à la photographie, suit une première formation en Pologne qu’elle complète à Vienne, Paris et Berlin, sur les techniques photographiques,.
De retour à Varsovie, elle ouvre en 1898 un atelier photographique. Elle réalise des portraits (les plus grandes célébrités de l’époque de la vie culturelle polonaise font un passage dans cet atelier), des panoramas de la ville, mais aussi des photographies d’oeuvres d’art pour la Galerie nationale d'art Zachęta. Elle pratique également la photographie de presse, ses photos étant publiées dans les revues Wędrowiec (pl) et Tygodnik Illustrowany (en).
En 1898, elle commence à publier sa propre revue de photographie, intitulée Light, premier magazine consacré à la photographie publié à Varsovie, où elle fait œuvre de critique et de vulgarisation. Elle choisit un scientifique pour en assurer la direction éditoriale, Jósef Jerzy Boguski (par ailleurs oncle de Maria Skłodowska-Curie, Marie Curie, qui y publie elle-même quelques articles). Elle organise également en septembre 1901 la première exposition de photographie artistique à Varsovie, et finance aussi la traduction d’ouvrages de référence sur cet art. Toujours en 1901, elle fait partie des fondateurs de la Société photographique de Varsovie.
En 1910, avec un autre photographe, Włodzimierz Kirchner, elle fonde la première école de photographie en Pologne,. L'initiative se solde par une faillite au bout de deux ans. Usée et déprimée, elle se retire alors de ses activités dans le domaine de la photographie. Elle meurt en 1936.